# 普利斯基夫
49°22′9″N 29°17′5″E / 49.36917°N 29.28472°E
普利斯基夫（烏克蘭語：Плисків）是位於烏克蘭西南部文尼察州裏文尼察區的村莊，始建於1391年，面積22平方公里，海拔高度227米，2001年人口1,439，人口密度每平方公里65.4人。